# Hétérodontie

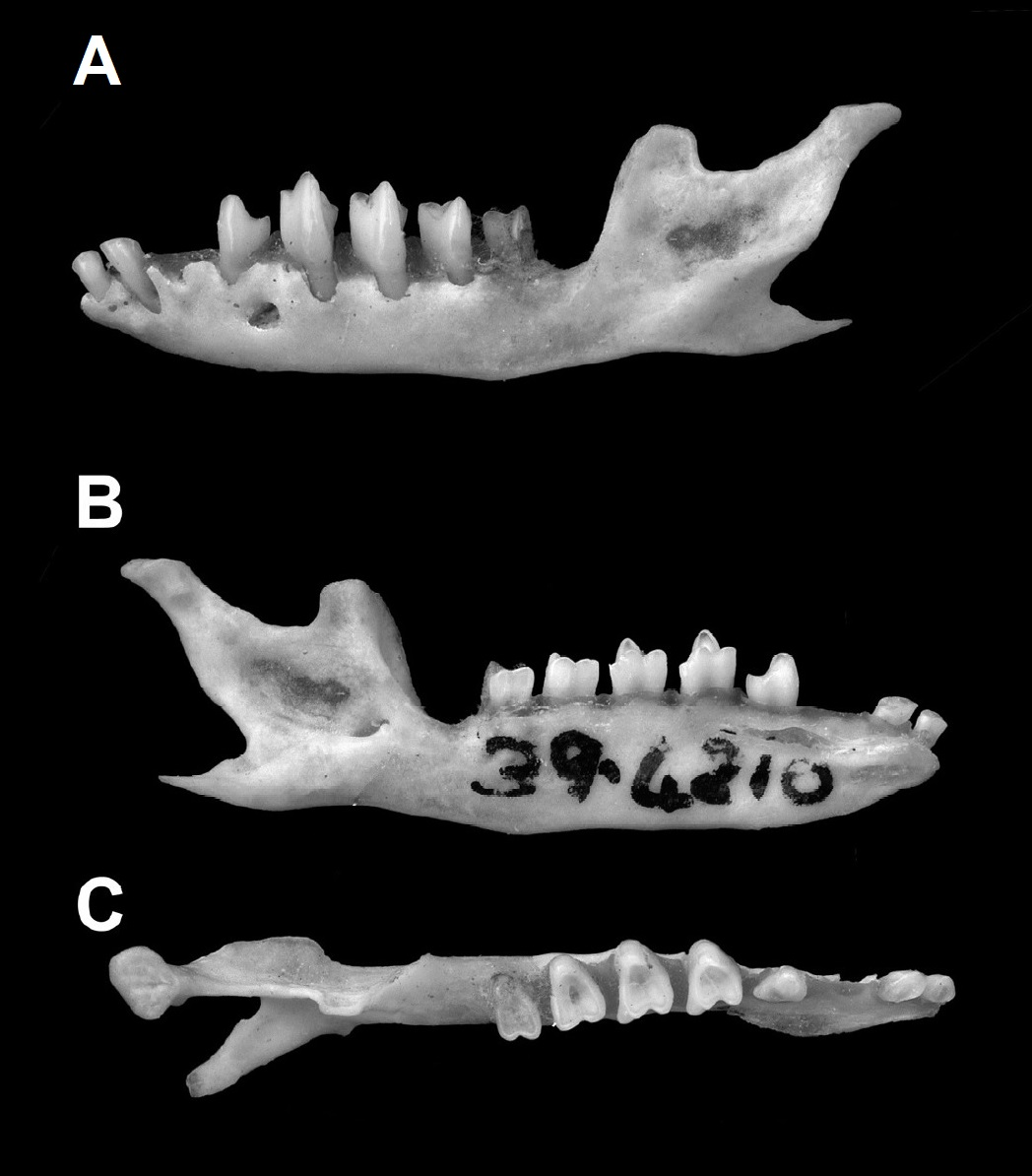
Mâchoire inférieure d'une taupe marsupiale (Notoryctes typhlops).

L'hétérodontie est une denture hétérogène constituée de dents dissemblables. Chaque type de dent se distingue par sa morphologie et par sa fonction. 
Par exemple les animaux du taxon des synapsides, dont les mammifères sont les représentants actuels, possèdent généralement des incisives, des canines, des prémolaires et des molaires. 
La présence d'une hétérodontie est la preuve d'un certain degré de spécialisation dans l'alimentation d'une espèce. 
Chaque dent a une forme et une spécialisation particulière. Par exemple, une incisive coupe et arrache, une canine maintient et broie et une molaire est spécialisée dans le broyage.
À l'opposé, l'homodontie est la présence de dents toutes identiques. C'est la denture primitive des vertébrés, communément retrouvée chez les élasmobranches, les poissons osseux, les amphibiens et les reptiles. Chez les sauropsides, il y a parfois des cas d'hétérodontie, chez certaines ptérosaures, des lézards, et des dinosaures par exemple.